# Bukowa Góra (Wiesiółka)
Bukowa Góra – część wsi Wiesiółka w Polsce, położona w województwie zachodniopomorskim, w powiecie wałeckim, w gminie Wałcz.
W latach 1975–1998 Bukowa Góra administracyjnie należała do województwa pilskiego. 
Do roku 2007 siedziba Leśnictwa Bukowa Góra